# Amerykański Związek Narciarsko-Snowboardowy
Amerykański Związek Narciarsko-Snowboardowy (ang. United States Ski and Snowboard Association) – amerykańskie stowarzyszenie kultury fizycznej pełniące rolę amerykańskiej federacji narodowej w biegach narciarskich, kombinacji norweskiej, narciarstwie alpejskim, narciarstwie dowolnym, snowboardzie oraz skokach narciarskich.
Związek jest członkiem Międzynarodowej Federacji Narciarskiej (FIS). Do jego celów statutowych związku należy promowanie, organizowanie i rozwój narciarstwa w Stanach Zjednoczonych Ameryki m.in. poprzez szkolenia zawodników i instruktorów i organizację zawodów.